# Societat Fotogràfica de Guipúscoa
La Societat Fotogràfica de Guipúscoa (SFG), en castellà Sociedad Fotográfica de Gipuzkoa (SFG) i en basc Gipuzkoako Argazkilari Elkartea - (GAE), és una agrupació de tipus cultural, sense ànim de lucre, creada el 1948, situada a la capital donostiarra, que té com a finalitat principal el foment de les activitats relacionades amb el món de la imatge, tant en el seu aspecte fotogràfic com videogràfic.
La Societat Fotogràfica de Guipúscoa, té actualment la seva seu al carrer de Sant Joan, número 27, al passeig marítim de Salamanka, entre la desembocadura del riu Urumea i el mont Urgull, a prop del Museu de Sant Telmo. Es va constituir com a tal el 21 d'abril de 1948. La seva gestació, però, es remunta a l'any 1945, amb la trobada d'alguns amants de la fotografia, un reduït grup de donostiarres aficionats a la fotografia que aquell any van començar a reunir-se per intercanviar impressions sobre màquines, enquadraments i pel·lícules. Les primeres trobades es van celebrar a la botiga que Willy Koch, pare d'una coneguda nissaga de fotògrafs. La societat va quedar legalment constituïda el 1948 tot i que durant una llarga etapa no va arribar a tenir una seu estable. La seva Junta Constitutiva i els primers Estatuts foren aprovats a finals de 1947.
El 2018 tenia 430 socis, malgrat en què la seva millor època arribà a tenir 800 ó 900 socis. En el seu origen, el 1948, però, els socis, no eren massa perquè la fotografia només estava llavors a l'abast de les classes més benestants. Aquests, es reunien en diversos locals, sovint amb un caràcter itinerant. Després d'un període en precari al Museu Sant Telmo, la societat va aconseguir que l'Ajuntament de Donostia li cedís l'ús de l'antiga Casa de Banys, que llavors estava en ruïnes, a canvi que es fes càrrec de la seva restauració. La SFG va escometre la intervenció gràcies a un crèdit que es va retornar amb aportacions extraordinàries dels socis, de manera que la nova seu es va poder inaugurar l'octubre de 1973. En aquella època, durant els anys setanta i vuitanta, el creixement econòmic va aconseguir que les màquines fotogràfiques es van fer més assequibles. Els aficionats es van multiplicar i la demanda de formació tècnica va créixer. La segona restauració de la seva seu, portada a terme el 1994, fou pagada gràcies a subvencions del Govern Basc i l'Ajuntament de Sant Sebastià. Malauradament, la irrupció de la fotografia digital i l'aparició d'internet va comportar una pèrdua de socis en els últims anys.